# لیسیا کالدرون
لیسیا کالدرون (اسپانیایی: Licia Calderón‎؛ زادهٔ ۵ نوامبر ۱۹۳۳) بازیگر اهل اسپانیا است.
از فیلم‌هایی که وی در آن‌ها نقش داشته است، می‌توان به مادام سن ژان و سه عضو صلیب سرخ اشاره نمود.